# Schneidernematidae
Die Schneidernematidae sind eine Familie der Spulwürmer mit sieben Arten. Sie sind Parasiten bei Vögeln und Säugetieren.

## Merkmale
Die Familie hat die Eigenschaften der Seuratoidea. Die in Reihen angeordneten Kutikula-Dornen wie bei den Seuratidae sind nicht ausgebildet. Die Spicula sind länger als das Gubernaculum. Der runde Genitalsaugnapf hat einen deutlichen Kutikula-Saum, was sie von den Quimperiidae unterscheidet. Die Eier sind nicht embryoniert.

## Systematik
Hodda (2022) unterteilt die Familie in zwei Unterfamilien mit fünf Gattungen:
- Inglisonematinae Freitas, 1956 (Mawson, 1968)
  - Inglisonema Mawson, 1968
  - Madelinema Schmidt & Kuntz, 1971
- Schneidernematinae Freitas, 1956
  - Ascaroterakis Vicente, 1965
  - Morgascaridia Inglis, 1958
  - Schneidernema Travassos, 1927